# ロボットと帝国
『ロボットと帝国』（ロボットとていこく、Robots and Empire）は、アイザック・アシモフのSF小説。1985年に刊行された。
『鋼鉄都市』『はだかの太陽』『夜明けのロボット』のロボット長編3部作と、アシモフのもう一つの代表作である「ファウンデーションシリーズ」との橋渡しとして書かれた作品。再び宇宙に進出した地球人が、長命とロボットを擁するスペーサーに代わって銀河帝国の礎となっていく過程が描かれている。
本作品で「ロボット工学三原則」に新たに「第零法則」が加えられた。また「ファウンデーションシリーズ」の大きな謎のひとつであった「何故人類発祥の地である地球が放射能汚染され遺棄されたのか」の理由が明かされている。

## あらすじ
イライジャ・ベイリとその息子ベントリイに始まった地球からの宇宙移民（セツラー）の進出は、200年後には「ベイリ・ワールド」をはじめとするセツラー・ワールドの設立に至っていた。だがスペーサーの親地球派を率いるファストルフ博士の死と、それに伴う反地球派の重鎮アマディロ博士の台頭により、スペーサー・ワールドとの間に緊張が高まりつつあった。
ファストルフ博士の死後、グレディアの所有になっていた2体のロボット、R・ダニールとR・ジスカルドは、ベイリの遺言に従って地球人が銀河系の明日の覇者となるように仕向けてきたが、事態が逼迫すると共に、彼らが従うべきロボット工学三原則に不備があると感じる様になっていた。三原則が守っているのは個々の人間であるが、人間の集団である「人類」まで網羅することができず、このままでは手詰まりになってしまう。
そんな中、スペーサー・ワールドのひとつであるソラリアの全住民が、ロボットを残して姿を消すという事件が発生する。いまや唯一のソラリア出身者となってしまったグレディアは、オーロラ政府の要求とかつてイライジャ・ベイリに受けた恩に報いるため、その子孫であるセツラー、D.G.ベイリ（正確にはダニール・ジスカルド・ベイリ）が率いるソラリア調査隊に、R・ダニール、R・ジスカルドと共に同行する。
一方地球では、今なおベイリと地球人に復讐の念を燃やすアマディロと腹心マンダマスの陰謀が工作されつつあった…。

## 備考
地球のエネルギー庁次官クインタナが語ったスティーブン・バイアリイの伝説は、アシモフ初期の短編「証拠」「災厄のとき」（『われはロボット』『コンプリート・ロボット』所収）に基づいている。

## 書誌情報
- 『ロボットと帝国』上・下（小尾芙佐訳、ハヤカワ文庫SF） 1998